# Sergio Ramírez (calciatore)
Sergio Ramírez D'Ávila, (Treinta y Tres, 24 dicembre 1951) è un allenatore di calcio ed ex calciatore uruguaiano, di ruolo difensore.

## Palmarès

### Club

#### Competizioni nazionali
- Campionato Carioca: 2

Flamengo: 1978, 1979